# Województwo płockie (I Rzeczpospolita)
Województwo płockie (łac. Palatinatus Plocensis) – utworzone w 1495 roku, po inkorporacji do Korony księstwa płockiego. Istniało do II rozbioru Polski w 1793 roku. Składało się z 2 ziem przedzielonych Wkrą: płockiej i zawkrzeńskiej, które dzieliły się na osiem powiatów.
Herbem województwa był czarny orzeł bez korony w czerwonym polu z literą P na piersiach. Województwo posiadało trzech senatorów: biskupa, wojewodę i kasztelana płockiego.
| Powiat                                  | Powierzchnia w km² |
| --------------------------------------- | ------------------ |
| powiat płocki (ziemia płocka)           | 548                |
| powiat bielski (ziemia płocka)          | 429                |
| powiat raciąski (ziemia płocka)         | 491                |
| powiat płoński (ziemia płocka)          | 280                |
| powiat sierpecki (ziemia płocka)        | 776                |
| powiat szreński (ziemia zawkrzeńska)    | 953                |
| powiat mławski (ziemia zawkrzeńska)     | 443                |
| powiat niedzborski (ziemia zawkrzeńska) | 393                |
| Razem (województwo) Σ                   | 4304               |